# Tempelj Herkula Viktorja
Tempelj Herkula Viktorja (Herkul zmagovalec) (italijansko Tempio di Ercole Vincitore) ali Hercules Olivarius je rimski tempelj na Piazza Bocca della Verità, na območju Forum Boariuma blizu Tibere v Rimu, Italija. To je tolos - okrogli tempelj grške "peripteralne" zasnove, ki je popolnoma obkrožen s kolonado. Ta postavitev je povzročila, da so jo zamenjali za tempelj Veste, dokler ga ni pravilno identificiral Napoleonov prefekt Rima, Camille de Tournon . Kljub (ali morda zaradi) vloge Foruma Boariuma kot živinorejskega trga v starem Rimu, je Herkulov tempelj predmet ljudskega prepričanja, ki pravi, da niti muhe niti psi ne bodo vstopili v sveto mesto. 

## Opis
Iz poznega 2. stoletja pred našim štetjem, ki ga je morda postavil Lucij Mumij Ahajk, osvajalec Ahajcev in uničevalec Korinta, [3] ima premer 14,8 m in je sestavljen iz krožne cele znotraj koncentričnega obroča dvajsetih korintskih stebrov visokih 10,66 m, ki ležijo na osnovi iz tufa. Ti elementi so podpirali arhitrav in streho, ki so izginili. Prvotna stena cele, zgrajena iz travertina in marmornih blokov in devetnajst od prvotno dvajsetih stebrov ostaja, vendar je bila kasneje dodana sedanja streha. Paladijeva objavljena rekonstrukcija je predlagala kupolo, čeprav je bila ta očitno napačna. Tempelj je najstarejša marmorna stavba v Rimu.

## Identifikacija
Njegovi glavni pisni viri sta dva skoraj enaka odlomka, eden v Servijevem komentarju na Eneido (viii.363)  in drugi v Makrobijevi Saturnalia . Čeprav Servij omenja, da aedes duae sunt, (obstajata dva sveta templja), najstarejši rimski koledarji omenjajo le en festival, 13. avgusta, za Herkula Victorja in Hercules Invictus kot izmenjava .

## Post-klasična zgodovina
Do leta 1132 je bil tempelj spremenjen v cerkev, znano kot Santo Stefano alle Carozze (sv. Štefana vozov). Dodatne rekonstrukcije (in freska nad oltarjem) so bile izdelane leta 1475. Ploščo v tleh je posvečena Sikstu IV. V 17. stoletju je bila cerkev prenovljena v Santa Maria del Sole.
Tempelj in tempelj Veste v Tivoliju sta bila navdih za Bramantejev Tempietto in druge visokorenesančne cerkve centralnega tlorisa.
Tempelj je bil uradno priznan kot antični spomenik leta 1935 in obnovljen leta 1996. 